# 安太妃 (石敬儒)
皇太妃安氏（887年—949年5月16日），後晉宋王石敬儒妻子，代北人，出帝石重貴之生母。
安氏事跡不詳，只知她嫁石敬儒及生後晉出帝石重貴，封秦國夫人。天福八年（943年）九月，石重貴尊母親安氏為皇太妃。後晉滅亡後，她和石重貴於遼國天祿二年（948年）春二月被安置到建州，但是中途安太妃就已經去世了，死前遗言“焚骨为灰，南向扬之，庶几遗魂得反中国也”。

## 延伸阅读
[在维基数据编辑]
 《舊五代史·卷86》，出自薛居正《舊五代史》